# Halowe Mistrzostwa Świata w Lekkoatletyce 1997 – skok w dal kobiet
Skok w dal kobiet – jedna z konkurencji rozgrywanych podczas halowych mistrzostw świata w lekkoatletyce w 1997. Eliminacje miały miejsce 8 marca, finał zaś odbył się 9 marca.
Udział w tej konkurencji brało 25 zawodniczek z 19 państw. Zawody wygrała reprezentantka Włoch Fiona May. Drugą pozycję zajęła zawodniczka z Nigerii Chioma Ajunwa, trzecią zaś reprezentująca Polskę Agata Karczmarek.

## Wyniki

### Eliminacje
Źródło: 
Grupa A
| Miejsce | Zawodniczka        | Państwo                              | Podejście | Podejście | Podejście | Wynik końcowy | Uwagi |
| Miejsce | Zawodniczka        | Państwo                              | #1        | #2        | #3        | Wynik końcowy | Uwagi |
| ------- | ------------------ | ------------------------------------ | --------- | --------- | --------- | ------------- | ----- |
| 1.      | Ołena Chłopotnowa  | Ukraina                              | 6,67      |           |           | 6,67          |       |
| 2.      | Heike Drechsler    | Niemcy                               | 6,59      | 6,56      | 6,65      | 6,65          |       |
| 3.      | Jackie Edwards     | Bahamy                               | X         | 6,52      | 6,33      | 6,52          |       |
| 4.      | Shana Williams     | Stany Zjednoczone                    | 6,44      | 5,97      | 6,24      | 6,44          |       |
| 5.      | Valentīna Gotovska | Łotwa                                | 6,12      | 6,43      | 6,30      | 6,43          |       |
| 6.      | Renata Nielsen     | Dania                                | 6,40      | 6,35      | 6,42      | 6,42          |       |
| 7.      | Yu Yiqun           | Chiny                                | 6,22      | 6,42      | 6,22      | 6,42          |       |
| 8.      | Flora Hyacinth     | Wyspy Dziewicze Stanów Zjednoczonych | 6,36      | 6,38      | X         | 6,38          |       |
| 9.      | Chantal Brunner    | Nowa Zelandia                        | 6,10      | 6,29      | 6,34      | 6,34          |       |
| 10.     | Wiera Olenczenko   | Rosja                                | 6,15      | X         | X         | 6,15          |       |
| –       | Corinne Hérigault  | Francja                              | X         | X         | X         | NM            |       |
| –       | Wula Patulidu      | Grecja                               | X         | X         | X         | NM            |       |
| –       | Eunice Barber      | Sierra Leone                         | X         | X         | X         | NM            |       |

Grupa B
| Miejsce | Zawodniczka            | Państwo           | Podejście | Podejście | Podejście | Wynik końcowy | Uwagi |
| Miejsce | Zawodniczka            | Państwo           | #1        | #2        | #3        | Wynik końcowy | Uwagi |
| ------- | ---------------------- | ----------------- | --------- | --------- | --------- | ------------- | ----- |
| 1.      | Fiona May              | Włochy            | 6,55      | 6,77      |           | 6,77          |       |
| 2.      | Chioma Ajunwa          | Nigeria           | 6,76      |           |           | 6,76          |       |
| 3.      | Joanne Wise            | Wielka Brytania   | 6,62      |           |           | 6,62          | PB    |
| 4.      | Nina Pieriewiediencewa | Rosja             | 6,28      | 6,40      | 6,60      | 6,60          |       |
| 5.      | Agata Karczmarek       | Polska            | 6,24      | 6,58      | X         | 6,58          |       |
| 6.      | Linda Ferga-Khodadin   | Francja           | X         | 6,51      | X         | 6,51          |       |
| 7.      | Niki Xanthou           | Grecja            | X         | X         | 6,47      | 6,47          |       |
| 8.      | Tünde Vaszi            | Węgry             | X         | 6,40      | 6,45      | 6,45          |       |
| 9.      | Niurka Montalvo        | Kuba              | 6,28      | 6,30      | 6,41      | 6,41          |       |
| 10.     | Marieke Veltman        | Stany Zjednoczone | 6,34      | 6,26      | X         | 6,34          |       |
| 11.     | Guan Yingnan           | Chiny             | X         | X         | 6,34      | 6,34          |       |
| 12.     | Jolanta Chropacz       | Ukraina           | 6,07      | 6,16      | 5,91      | 6,16          |       |

### Finał
Źródło: 
| Miejsce | Zawodniczka            | Państwo           | Podejście | Podejście | Podejście | Podejście | Podejście | Podejście | Wynik końcowy | Uwagi |
| Miejsce | Zawodniczka            | Państwo           | #1        | #2        | #3        | #4        | #5        | #6        | Wynik końcowy | Uwagi |
| ------- | ---------------------- | ----------------- | --------- | --------- | --------- | --------- | --------- | --------- | ------------- | ----- |
| 01 !    | Fiona May              | Włochy            | 6,85      | X         | X         | 6,86      | 6,80      | X         | 6,86          | NR    |
| 02 !    | Chioma Ajunwa          | Nigeria           | 6,73      | 6,68      | 6,78      | X         | 6,80      | 6,63      | 6,80          |       |
| 03 !    | Agata Karczmarek       | Polska            | 6,71      | X         | 6,67      | X         | X         | X         | 6,71          | PB    |
| 4.      | Joanne Wise            | Wielka Brytania   | 6,70      | 6,65      | 5,27      | X         | 6,56      | 6,51      | 6,70          | =     |
| 5.      | Niki Xanthou           | Grecja            | 6,69      | X         | X         | 6,69      | X         | 6,67      | 6,69          |       |
| 6.      | Nina Pieriewiediencewa | Rosja             | 6,65      | X         | 6,57      | X         | 6,36      | X         | 6,65          |       |
| 7.      | Heike Drechsler        | Niemcy            | 6,63      | 6,62      | X         | 6,57      | X         | X         | 6,63          |       |
| 8.      | Ołena Chłopotnowa      | Ukraina           | 6,59      | 6,59      | 6,37      | X         | 6,35      | 6,25      | 6,59          |       |
| 9.      | Tünde Vaszi            | Węgry             | 6,49      | X         | X         | NQ        | NQ        | NQ        | 6,49          |       |
| 10.     | Jackie Edwards         | Bahamy            | 6,40      | 6,47      | 6,40      | NQ        | NQ        | NQ        | 6,47          |       |
| 11.     | Linda Ferga-Khodadin   | Francja           | X         | 6,37      | X         | NQ        | NQ        | NQ        | 6,37          |       |
| 12.     | Shana Williams         | Stany Zjednoczone | 5,89      | X         | 6,34      | NQ        | NQ        | NQ        | 6,34          |       |